# Bijghir
Bijghir – wieś w Rumunii, w okręgu Bacău, w gminie Buhoci. W 2011 roku liczyła 1952 mieszkańców.